# Powiat święciański
Powiat święciański (pow. a. ujezd zawilejski) – jednostka administracji terytorialnej II stopnia, wchodząca w skład województwa wileńskiego w 1926–1945, z siedzibą w Święcianach.

## Historia
Powiat został powołany 24 października 1795 jako ujezd zawilejski w guberni wileńskiej (Imperium Rosyjskie). 1 stycznia 1843 został przemianowany na święciański. W 1912 ujezdy otrzymały formalną nazwę powiatów. W 1919–1920 wchodził w skład okręgu wileńskiego w polskim Zarządzie Cywilnym Ziem Wschodnich. 12 października 1920 obszar powiatu znalazł się pod kontrolą tzw. Litwy Środkowej, którą inkorporowano do Polski 13 kwietnia 1922, tworząc z jej obszaru ziemię wileńską. Wraz z przekształceniem jej w województwo wileńskie powiat wszedł w jego skład (20 stycznia 1926).
Siedziby starosty i sejmiku powiatowego święciańskiego znajdowały się w Święcianach. Największym ośrodkiem były jednak Nowe Święciany (5 906 os. w 1931). Poza dwoma wymienionymi w powiecie znajdowało się 12 osiedli o statusie miasteczka. Powiat święciański składał się z jednego samodzielnego miasta, jednej gminy miejsko-wiejskiej, 12 gmin typu miejskiego (z siedzibami w miasteczkach) i 15 gmin wiejskich.
Powiat święciański przestał być kontrolowany przez polską administrację rządową w wyniku ewakuacji starostwa 17 września 1939. 26 października t.r. przeważający obszar powiatu jako znajdujący się w okręgu wileńskim został przekazany przez ZSRR Litwie. Z jego zachodnich ziem utworzono później rejon święciański z siedzibą w Nowych Święcianach. Część dawnego powiatu pozostająca po stronie Białorusi w 1940 została włączona do rejonu o tej samej nazwie z siedzibą w Święcianach. W wyniku aneksji Litwy przez ZSRR nieliczne gminy wschodniej-południowej części dawnego powiatu znalazły się w rejonie postawskim w Białorusi.

## Obszar i ludność
| Herb  | Gmina                                                            | Powierzchnia | Ludność | Ludność | Ludność |
| Herb  | Gmina                                                            | Powierzchnia | 1909    | 1919    | 1931    |
| ----- | ---------------------------------------------------------------- | ------------ | ------- | ------- | ------- |
|       | Nowe Święciany (miasto)                                          |              |         |         |         |
|       | Święciany (w tym miasto: Święciany)                              |              |         | (3 900) |         |
|       | Daugieliszki (w tym miasto: w tym miasteczko: Nowe Daugieliszki) |              |         |         |         |
|       | Dukszty (w tym miasteczko: Dukszty)                              |              |         |         |         |
|       | Hoduciszki (w tym miasteczko: Hoduciszki)                        |              |         |         |         |
|       | Kiemieliszki (w tym miasteczko: Kiemieliszki)                    |              | (395)   |         |         |
|       | Kołtyniany (w tym miasteczko: Kołtyniany)                        |              |         |         |         |
|       | Komaje (w tym miasteczko: Komaje)                                |              |         |         |         |
|       | Łyntupy (w tym miasteczko: Łyntupy)                              |              |         |         |         |
|       | Mielegiany (w tym miasteczko: Mielegiany)                        |              |         |         |         |
|       | Podbrodzie (w tym miasteczko: Podbrodzie)                        |              |         |         |         |
|       | Szemetowszczyzna (w tym miasteczko: Szemetowszczyzna)            |              |         |         |         |
|       | Świr (w tym miasteczko: Świr)                                    |              |         |         |         |
|       | Twerecz (w tym miasteczko: Twerecz)                              |              |         |         |         |
|       | Jasiew                                                           |              |         |         |         |
|       | Kobylniki                                                        |              |         |         |         |
|       | Wiszniew                                                         |              |         |         |         |
|       | Wojstom                                                          |              |         |         |         |
|       | Zanarocze                                                        |              |         |         |         |
|       | Żodziszki                                                        |              |         |         |         |
|       | Żukojnie                                                         |              |         |         |         |
| Razem | Razem                                                            |              |         | 139 692 | 136 500 |

## Oświata
W powiecie święciańskim okręgu wileńskiego ZCZW w roku szkolnym 1919/1920 działały 62 szkoły powszechne i 1 szkoła średnia. Ogółem uczyło się w nich 4 102 dzieci i pracowało 108 nauczycieli.

## Starostowie
- 29 kwietnia 1930ː Stefan Mydlarz
- 26 czerwca 1934 – 26 października 1939: Stanisław Dworak (PPS).